# Emden (incrociatore)
L'Emden fu un incrociatore leggero della Kriegsmarine tedesca, prima e unica unità della classe omonima; fu la prima nave da guerra ad essere varata in Germania dalla fine della prima guerra mondiale. Dopo aver servito nella Reichsmarine, prese parte alla seconda guerra mondiale.

## Vita operativa

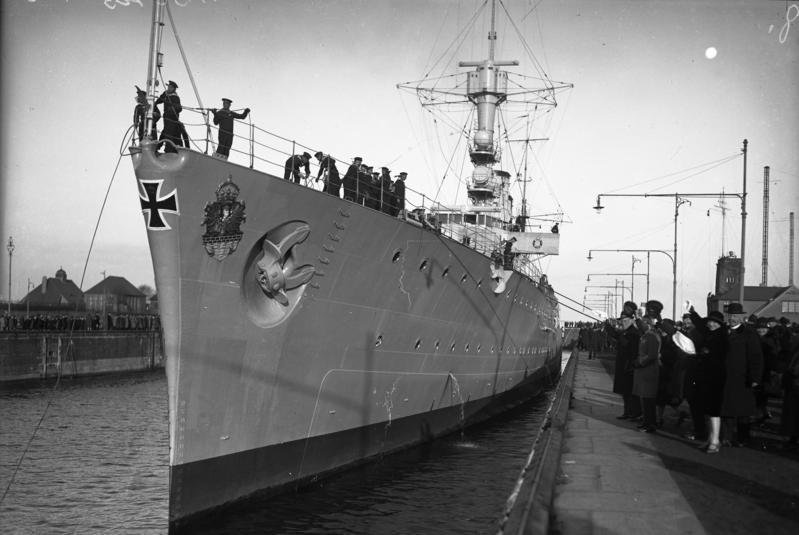
L'incrociatore leggero Emden alla fonda porto di Kiel nel 1928.

La nave venne impostata nei cantieri Marinewerft di Wilhelmshaven l'8 dicembre del 1921; il progetto originario, molto innovativo, prevedeva l'installazione di 8 cannoni da 152 mm in due torri da quattro cannoni, ma la Commissione di controllo alleata si oppose a tale progetto, in quanto violava la clausola del Trattato di Versailles che proibiva alla Germania di sviluppare nuove armi, incluse nuove torri d'artiglieria. Ciò costrinse i progettisti a basarsi su un vecchio progetto risalente alla prima guerra mondiale, con i cannoni disposti in otto torrette singole. I problemi economici della Germania ritardarono la costruzione della nave, che venne varata solo il 6 gennaio 1925 con il nome di Emden, in onore dell'omonima città.
Entrata in servizio il 15 ottobre 1925, la Emden venne utilizzata principalmente come nave scuola, compiendo diverse crociere in Atlantico, Pacifico e Mediterraneo tra il 1926 e il 1939; durante questo periodo, uno dei comandanti fu Karl Dönitz, futuro comandante della Kriegsmarine. Nel 1927 l'equipaggio della nave rilevò la profondità di una fossa oceanica al largo delle Filippine oggi denominata abisso Emden. Allo scoppio della seconda guerra mondiale, il 4 settembre 1939 la nave venne danneggiata mentre si trovava ancorata a Wilhelmshaven: un bombardiere britannico Bristol Blenheim, abbattuto dalla contraerea, si schiantò sulla prua dell'Emden, provocando nove morti tra l'equipaggio. Al termine delle riparazioni, l'Emden partecipò alla posa dei campi minati tedeschi nel Mare del Nord. Il 9 aprile 1940, l'Emden partecipò all'Operazione Weserübung (l'invasione tedesca di Norvegia e Danimarca), inquadrata nel Marinegruppe 5 incaricato di occupare Oslo.
L'Emden trascorse il resto della guerra nel Mar Baltico, per lo più impiegata come scorta ai convogli e come nave scuola. Dal gennaio 1945 partecipò alle operazioni per evacuare truppe e profughi tedeschi in fuga davanti all'avanzata delle truppe sovietiche in Prussia orientale; il 24 gennaio, la nave trasportò al sicuro le spoglie del Feldmaresciallo Paul von Hindenburg e di sua moglie, riesumate dal mausoleo di Tannenberg per evitare che cadessero in mani nemiche.
Nella notte tra il 9 e il 10 aprile 1945, l'Emden fu gravemente danneggiata in un attacco aereo a Kiel, finendo arenata. Il 3 maggio, ciò che rimaneva dell'incrociatore venne affondato per evitare che cadesse in mani nemiche. Lo scafo venne recuperato e demolito dopo la guerra.